# 雷蒙德·赵
雷蒙德·赵（1940年10月9日—）是一位美国物理学家，博士毕业于麻省理工学院，导师查尔斯·汤斯，现为美熹德加利福尼亞大學教授，知名于在量子光学上的贡献，如测量了量子穿隧效應的时间。